# Alireza Akbari

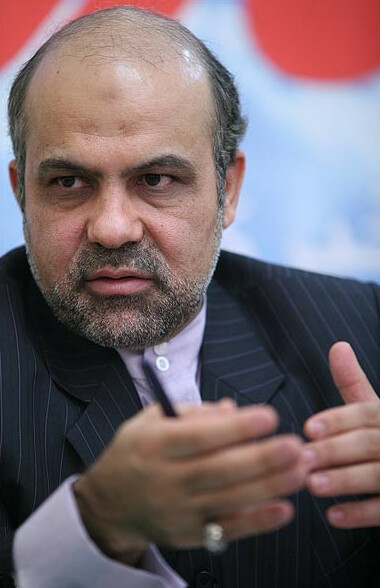
Alireza Akbari

Alireza Akbari (Perzisch: علیرضا اکبری) (21 oktober 1961 – 14 januari 2023) was een Iraans-Brits politicus. Hij was van 1997 tot 2005 onderminister van Defensie van Iran onder generaal Ali Shamkhani en tijdens het presidentschap van Mohammad Khatami.
Akbari verhuisde, waarschijnlijk in 2008, naar het Verenigd Koninkrijk en ontving naast de Iraanse nationaliteit ook het Britse staatsburgerschap.
Hij werd in 2019 gearresteerd toen hij vanuit het Verenigd Koninkrijk naar Iran reisde en werd beschuldigd van spionage voor de Britse geheime dienst MI6. Daarnaast zou hij volgens Iran betrokken zijn geweest bij de moord op de Iraanse wetenschapper Mohsen Fakhrizadeh, die werkte aan het Iraanse atoomprogramma. Akbari liet weten na martelingen van meer dan 3500 uur gedurende tien maanden schuld te hebben bekend voor daden die hij volgens hem niet heeft verricht.
Op 14 januari 2023 werd Akbari geëxecuteerd door ophanging.